# Dirk Hachmeister
Dirk Hachmeister (* 1963) ist ein deutscher Hochschullehrer und Inhaber des Lehrstuhls für Rechnungswesen und Finanzierung an der Universität Hohenheim. Er ist ebenfalls Mitherausgeber der deutschsprachigen Fachzeitschrift Zeitschrift für Internationale Rechnungslegung (IRZ).

## Leben
Dirk Hachmeister studierte nach Wehrdienst und Berufsausbildung von 1985 bis 1990 Wirtschaftswissenschaften an der Universität Hannover. Von Januar 1991 bis März 1992 war er wissenschaftlicher Mitarbeiter am Institut für Unternehmensbesteuerung und Wirtschaftsprüfung der Universität Hannover. Von April 1992 bis September 2000 war er wissenschaftlicher Mitarbeiter bzw. wissenschaftlicher Assistent am Seminar für Rechnungswesen und Prüfung der Ludwig-Maximilians-Universität München. Promotion zum Dr. oec. publ. im Juli 1994. Habilitation im Februar 2000. Von Oktober 2000 bis März 2003 hatte er – zunächst als Vertretung – eine Professur für Allgemeine Betriebswirtschaftslehre mit den Schwerpunkten „Rechnungswesen und Wirtschaftsprüfung“ an der Universität Leipzig.
Seit April 2003 hat er einen Lehrstuhl für „Rechnungswesen und Finanzierung“ an der Universität Hohenheim inne. Zusätzlich bekleidete er von April 2010 bis November 2017 das Amt des Dekans der Fakultät für Wirtschafts- und Sozialwissenschaften an der Universität Hohenheim. Als stellvertretender Direktor führt er die Geschäfte des Instituts für Financial Management (510). Außerdem ist er Vorstandsmitglied des Universitätsbundes Hohenheim gewesen.

## Forschungsschwerpunkte
Schwerpunkte seiner wissenschaftlichen Arbeit sind Unternehmensbewertung und Konzernrechnungslegung. Bei den Forschungsarbeiten zur Unternehmensbewertung stehen die Verbindung der Unternehmensbewertung zur Rechtsprechung sowie die Frage normzweckadäquater Bewertungsgrundsätze im Fokus. Bei den Arbeiten zur Konzernrechnungslegung stand zunächst die betriebswirtschaftlich angemessene Interpretation der Rechnungsvorschriften im Mittelpunkt, neuere Arbeiten beschäftigen sich auch mit empirischen Fragestellungen.

## Schriften (Auswahl)
- Bücher:
  - Ballwieser, Wolfgang / Hachmeister, Dirk, Unternehmensbewertung. Prozess, Methoden und Probleme, Stuttgart (Schäffer-Poeschel), 5. Aufl. 2016, 317 Seiten. ISBN 978-3-7910-3554-3[3]
  - Thommen, Jean-Paul / Achleitner, Ann-Kristin / Gilbert, Dirk Ulrich / Hachmeister, Dirk / Jarchow, Svenja / Kaiser, Gernot, Allgemeine Betriebswirtschaftslehre Arbeitsbuch: Repetitionsfragen – Aufgaben – Lösungen, Wiesbaden (Springer Gabler), 8. Aufl. 2017, 397 Seiten [insb. Rechnungswesen Kap. I.5: S. 21–24, Kap. II.5: S. 87–97 und Kap. III.5: S. 247–268]. ISBN 978-3-658-07767-9[4]
  - Thommen, Jean-Paul / Achleitner, Ann-Kristin / Gilbert, Dirk Ulrich / Hachmeister, Dirk / Kaiser, Gernot, Allgemeine Betriebswirtschaftslehre. Ein managementorientierter Ansatz, Wiesbaden (Springer Gabler), 8. Aufl. 2017, 586 Seiten [insb. Kap. 18 Grundlagen des betrieblichen Rechnungswesen, Kap. 19 Rechnungslegung nach HGB und Kap. 20 Rechnungslegung nach IFRS, S. 199–252]. ISBN 978-3-658-07767-9[5]
- Herausgeberschaften
  - Michael Dobler / Dirk Hachmeister / Christoph Kuhner / Stefan Rammert (Hrsg.): Schäffer-Poeschel, Stuttgart 2014, ISBN 978-3-7910-3282-5.[6]
  - Hachmeister, Dirk (Hrsg.), Immaterielle Werte, Sonderheft 1 der Zeitschrift für Controlling & Management, 56. Jg. (2012), 76 Seiten.
  - Hachmeister, Dirk (Hrsg.), BilMoG, Sonderheft 3 der Zeitschrift für Controlling & Management, 54. Jg. (2010), 104 Seiten.